# Epidendrum neoporpax
Epidendrum neoporpax är en orkidéart som beskrevs av Oakes Ames. Epidendrum neoporpax ingår i släktet Epidendrum och familjen orkidéer. Inga underarter finns listade i Catalogue of Life.